# Sportverein Darmstadt 1898 2014-2015
Questa voce raccoglie le informazioni riguardanti il Darmstadt 1898 nelle competizioni ufficiali della stagione calcistica 2014-2015.

## Stagione
Nella stagione 2014-2015 il Darmstadt, allenato da Dirk Schuster, concluse il campionato di 2. Bundesliga al 2º posto e fu promosso in Bundesliga. In coppa di Germania il Darmstadt fu eliminato al primo turno dal Wolfsburg.

## Rosa
| N. |                     | Ruolo | Calciatore          |
| -- | ------------------- | ----- | ------------------- |
| 1  | Germania (bandiera) | P     | Patrick Platins     |
| 3  | Germania (bandiera) | D     | Michael Stegmayer   |
| 4  | Germania (bandiera) | D     | Aytaç Sulu          |
| 5  | Germania (bandiera) | D     | Benjamin Gorka      |
| 7  | Germania (bandiera) | A     | Marco Sailer        |
| 8  | Germania (bandiera) | C     | Jérôme Gondorf      |
| 9  | Germania (bandiera) | A     | Dominik Stroh-Engel |
| 10 | Germania (bandiera) | C     | Maurice Exslager    |
| 11 | Germania (bandiera) | C     | Tobias Kempe        |
| 13 | Germania (bandiera) | A     | Ronny König         |
| 17 | Germania (bandiera) | C     | Hanno Behrens       |
| 18 | Francia (bandiera)  | D     | Romain Brégerie     |

| N. |                       | Ruolo | Calciatore         |
| -- | --------------------- | ----- | ------------------ |
| 20 | Germania (bandiera)   | C     | Marcel Heller      |
| 21 | Germania (bandiera)   | D     | Sandro Sirigu      |
| 23 | Germania (bandiera)   | C     | Florian Jungwirth  |
| 25 | Germania (bandiera)   | C     | Yannick Stark      |
| 26 | Germania (bandiera)   | D     | Serkan Firat       |
| 27 | Slovacchia (bandiera) | C     | Milan Ivana        |
| 28 | Germania (bandiera)   | C     | Jan Rosenthal      |
| 31 | Germania (bandiera)   | P     | Christian Mathenia |
| 32 | Germania (bandiera)   | D     | Fabian Holland     |
| 33 | Germania (bandiera)   | P     | Marius Sauss       |
| 36 | Germania (bandiera)   | D     | Janik Bachmann     |
| 37 | Germania (bandiera)   | D     | Timon Fröhlich     |
| 38 | Germania (bandiera)   | D     | Marco Komenda      |

## Organigramma societario
Area tecnica
- Allenatore: Dirk Schuster
- Allenatore in seconda: Sascha Franz
- Preparatore dei portieri: Dimo Wache
- Preparatori atletici:

## Risultati

### 2. Bundesliga

#### Girone di andata
| Arbitro: | Hartmann |

|                        |           |  |
| Stroh-Engel 36’ (rig.) | Marcatori |  |

| Arbitro: | Aarnink |

|                   |           |                              |
| Lex 22’ Lappe 90’ | Marcatori | 16’ Brégerie 74’ Stroh-Engel |

| Arbitro: | Bandurski |

|                                    |           |  |
| Behrens 59’ Stroh-Engel 71’ (rig.) | Marcatori |  |

| Arbitro: | Petersen |

|            |           |                 |
| Okotie 54’ | Marcatori | 31’ Stroh-Engel |

| Arbitro: | Gerach |

|                            |           |  |
| Heller 42’ Stroh-Engel 68’ | Marcatori |  |

| Arbitro: | Ittrich |

|                         |           |  |
| Nielsen 34’ Kruppke 90’ | Marcatori |  |

| Arbitro: | Schriever |

|                                        |           |  |
| Brégerie 16’ Sulu 32’, 85’ Gondorf 34’ | Marcatori |  |

| Arbitro: | Osmers |

|             |           |            |
| Quiring 85’ | Marcatori | 73’ Heller |

| Arbitro: | Fritz |

|           |           |                                       |
| Kempe 46’ | Marcatori | 12’, 26’, 57’ Pohjanpalo 47’ Benschop |

| Arbitro: | Hartmann |

|              |           |              |
| Forssell 90’ | Marcatori | 10’ Brégerie |

| Arbitro: | Petersen |

|                                       |           |  |
| Stroh-Engel 39’ Balogun 70’ Kempe 82’ | Marcatori |  |

| Arbitro: | Wingenbach |

|             |           |                |
| Morabit 37’ | Marcatori | 7’ Stroh-Engel |

| Arbitro: | Dingert |

|                |           |  |
| Stroh-Engel 5’ | Marcatori |  |

| Kaiserslautern 21 novembre 2014, ore 20:30 CET 14ª giornata | Kaiserslautern | 0 – 0 referto | Darmstadt | Fritz-Walter-Stadion (36 013 spett.)\| Arbitro: \| Steinhaus \| |
| Arbitro:                                                    | Steinhaus      |               |           |                                                                 |

| Darmstadt 28 novembre 2014, ore 18:30 CET 15ª giornata | Darmstadt | 0 – 0 referto | Karlsruhe | Merck-Stadion am Böllenfalltor (15 200 spett.)\| Arbitro: \| Cortus \| |
| Arbitro:                                               | Cortus    |               |           |                                                                        |

| Darmstadt 6 dicembre 2014, ore 13:00 CET 16ª giornata | Darmstadt | 0 – 0 referto | Greuther Fürth | Merck-Stadion am Böllenfalltor (11 200 spett.)\| Arbitro: \| Winkmann \| |
| Arbitro:                                              | Winkmann  |               |                |                                                                          |

| Arbitro: | Osmers |

|  |           |             |
|  | Marcatori | 86’ Holland |

#### Girone di ritorno
| Arbitro: | Jablonski |

|                |           |                                 |
| Bouhaddouz 63’ | Marcatori | 15’ (aut.) Stiefler 86’ Behrens |

| Arbitro: | Willenborg |

|                       |           |                  |
| Behrens 7’ Heller 54’ | Marcatori | 20’ Groß 40’ Lex |

| Aalen 6 febbraio 2015, ore 18:30 CET 20ª giornata | Aalen | 0 – 0 referto | Darmstadt | Scholz-Arena (5 287 spett.)\| Arbitro: \| Perl \| |
| Arbitro:                                          | Perl  |               |           |                                                   |

| Arbitro: | Rohde |

|             |           |               |
| Balogun 83’ | Marcatori | 26’ Bandowski |

| Arbitro: | Steinhaus |

|  |           |             |
|  | Marcatori | 83’ Gondorf |

| Arbitro: | Kinhöfer |

|               |           |  |
| Rosenthal 90’ | Marcatori |  |

| Arbitro: | Winkmann |

|           |           |             |
| Dedič 65’ | Marcatori | 76’ Gondorf |

| Arbitro: | Aytekin |

|                                                         |           |  |
| Balogun 34’ Brégerie 45’ (rig.) Ivana 56’ Sulu 80’, 83’ | Marcatori |  |

| Arbitro: | Kempter |

|                          |           |  |
| Benschop 44’ (rig.), 66’ | Marcatori |  |

| Arbitro: | Siebert |

|                          |           |  |
| Brégerie 21’ Balogun 77’ | Marcatori |  |

| Arbitro: | Stegemann |

|                 |           |            |
| Burgstaller 34’ | Marcatori | 73’ Sailer |

| Arbitro: | Cortus |

|                        |           |                   |
| Stroh-Engel 64’ (rig.) | Marcatori | 77’ Niederlechner |

| Arbitro: | Kampka |

|                              |           |             |
| Klostermann 79’ Coltorti 90’ | Marcatori | 77’ Behrens |

| Arbitro: | Stark |

|                                           |           |                         |
| Brégerie 19’ (rig.) König 22’ Behrens 40’ | Marcatori | 13’ Demirbay 88’ Stöger |

| Arbitro: | Gräfe |

|  |           |           |
|  | Marcatori | 66’ Kempe |

| Arbitro: | Kinhöfer |

|                 |           |  |
| Stiepermann 61’ | Marcatori |  |

| Arbitro: | Meyer |

|           |           |  |
| Kempe 71’ | Marcatori |  |

### Coppa di Germania
| Arbitro: | Gagelmann |

|                                                     |                      |                                               |
| Brégerie Behrens Holland Exslager Stroh-Engel Ivana | Tiri di rigore 4 – 5 | Naldo Dost Rodríguez De Bruyne Olić Vieirinha |

## Statistiche

### Statistiche di squadra
| Competizione      | Punti | In casa | In casa | In casa | In casa | In casa | In casa | In trasferta | In trasferta | In trasferta | In trasferta | In trasferta | In trasferta | Totale | Totale | Totale | Totale | Totale | Totale | DR  |
| Competizione      | Punti | G       | V       | N       | P       | Gf      | Gs      | G            | V            | N            | P            | Gf           | Gs           | G      | V      | N      | P      | Gf     | Gs     | DR  |
| ----------------- | ----- | ------- | ------- | ------- | ------- | ------- | ------- | ------------ | ------------ | ------------ | ------------ | ------------ | ------------ | ------ | ------ | ------ | ------ | ------ | ------ | --- |
| 2. Bundesliga     | 59    | 17      | 11      | 5       | 1       | 30      | 10      | 17           | 4            | 9            | 4            | 14           | 16           | 34     | 15     | 14     | 5      | 44     | 26     | +18 |
| Coppa di Germania | -     | 1       | 0       | 1       | 0       | 0       | 0       | 0            | 0            | 0            | 0            | 0            | 0            | 1      | 0      | 1      | 0      | 0      | 0      | 0   |
| Totale            | -     | 18      | 11      | 6       | 1       | 30      | 10      | 17           | 4            | 9            | 4            | 14           | 16           | 35     | 15     | 15     | 5      | 44     | 26     | +18 |

### Andamento in campionato
| Giornata  | 1 | 2 | 3 | 4 | 5 | 6 | 7 | 8 | 9 | 10 | 11 | 12 | 13 | 14 | 15 | 16 | 17 | 18 | 19 | 20 | 21 | 22 | 23 | 24 | 25 | 26 | 27 | 28 | 29 | 30 | 31 | 32 | 33 | 34 |
| --------- | - | - | - | - | - | - | - | - | - | -- | -- | -- | -- | -- | -- | -- | -- | -- | -- | -- | -- | -- | -- | -- | -- | -- | -- | -- | -- | -- | -- | -- | -- | -- |
| Luogo     | C | T | C | T | C | T | C | T | C | T  | C  | T  | C  | T  | C  | C  | T  | T  | C  | T  | C  | T  | C  | T  | C  | T  | C  | T  | C  | T  | C  | T  | T  | C  |
| Risultato | V | N | V | N | V | P | V | N | P | N  | V  | N  | V  | N  | N  | N  | V  | V  | N  | N  | N  | V  | V  | N  | V  | P  | V  | N  | N  | P  | V  | V  | P  | V  |
| Posizione | 3 | 6 | 2 | 4 | 3 | 6 | 1 | 2 | 6 | 6  | 4  | 4  | 3  | 3  | 3  | 4  | 3  | 2  | 3  | 4  | 4  | 3  | 2  | 2  | 2  | 3  | 3  | 3  | 3  | 4  | 3  | 2  | 2  | 2  |

Legenda:

Luogo: C = Casa; T = Trasferta. Risultato: V = Vittoria; N = Pareggio; P = Sconfitta.

### Statistiche dei giocatori
| Giocatore      | 2. Bundesliga | 2. Bundesliga | 2. Bundesliga | 2. Bundesliga | Coppa di Germania | Coppa di Germania | Coppa di Germania | Coppa di Germania | Totale   | Totale | Totale      | Totale     |
| Giocatore      | Presenze      | Reti          | Ammonizioni   | Espulsioni    | Presenze          | Reti              | Ammonizioni       | Espulsioni        | Presenze | Reti   | Ammonizioni | Espulsioni |
| -------------- | ------------- | ------------- | ------------- | ------------- | ----------------- | ----------------- | ----------------- | ----------------- | -------- | ------ | ----------- | ---------- |
| C. Mathenia    | 34            | 0             | 3             | 0             | 1                 | 0                 | 0                 | 0                 | 35       | 0      | 3           | 0          |
| P. Platins     | -             | -             | -             | -             | -                 | -                 | -                 | -                 | -        | -      | -           | -          |
| M. Sauss       | -             | -             | -             | -             | -                 | -                 | -                 | -                 | -        | -      | -           | -          |
| L. Balogun     | 21            | 4             | 3             | 0             | -                 | -                 | -                 | -                 | 21       | 4      | 3           | 0          |
| R. Brégerie    | 33            | 6             | 1             | 1             | 1                 | 0                 | 0                 | 0                 | 34       | 6      | 1           | 1          |
| S. Firat       | -             | -             | -             | -             | -                 | -                 | -                 | -                 | -        | -      | -           | -          |
| T. Fröhlich    | -             | -             | -             | -             | -                 | -                 | -                 | -                 | -        | -      | -           | -          |
| B. Gorka       | 19            | 0             | 0             | 0             | 1                 | 0                 | 0                 | 0                 | 20       | 0      | 0           | 0          |
| F. Holland     | 26            | 1             | 5             | 0             | 1                 | 0                 | 0                 | 0                 | 27       | 1      | 5           | 0          |
| F. Jungwirth   | 27            | 0             | 2             | 0             | -                 | -                 | -                 | -                 | 27       | 0      | 2           | 0          |
| M. Komenda     | -             | -             | -             | -             | -                 | -                 | -                 | -                 | -        | -      | -           | -          |
| S. Sirigu      | 21            | 0             | 2             | 0             | 1                 | 0                 | 0                 | 0                 | 22       | 0      | 2           | 0          |
| M. Stegmayer   | 12            | 0             | 2             | 0             | -                 | -                 | -                 | -                 | 12       | 0      | 2           | 0          |
| A. Sulu        | 31            | 4             | 6             | 0             | -                 | -                 | -                 | -                 | 31       | 4      | 6           | 0          |
| J. Bachmann    | -             | -             | -             | -             | -                 | -                 | -                 | -                 | -        | -      | -           | -          |
| H. Behrens     | 31            | 5             | 2             | 0             | 1                 | 0                 | 0                 | 0                 | 32       | 5      | 2           | 0          |
| J. Gondorf     | 30            | 3             | 7             | 1             | 1                 | 0                 | 1                 | 0                 | 31       | 3      | 8           | 1          |
| M. Heller      | 33            | 3             | 10            | 0             | 1                 | 0                 | 0                 | 0                 | 34       | 3      | 10          | 0          |
| M. Ivana       | 22            | 1             | 4             | 0             | 1                 | 0                 | 0                 | 0                 | 23       | 1      | 4           | 0          |
| T. Kempe       | 24            | 4             | 4             | 0             | 1                 | 0                 | 0                 | 0                 | 25       | 4      | 4           | 0          |
| J. Rosenthal   | 9             | 1             | 1             | 0             | -                 | -                 | -                 | -                 | 9        | 1      | 1           | 0          |
| Y. Stark       | 3             | 0             | 0             | 0             | -                 | -                 | -                 | -                 | 3        | 0      | 0           | 0          |
| M. Exslager    | 12            | 0             | 3             | 0             | 1                 | 0                 | 0                 | 0                 | 13       | 0      | 3           | 0          |
| R. König       | 19            | 1             | 0             | 0             | -                 | -                 | -                 | -                 | 19       | 1      | 0           | 0          |
| M. Sailer      | 28            | 1             | 6             | 0             | 1                 | 0                 | 0                 | 0                 | 29       | 1      | 6           | 0          |
| D. Stroh-Engel | 33            | 9             | 6             | 0             | 1                 | 0                 | 1                 | 0                 | 34       | 9      | 7           | 0          |
| A. Berzel      | 3             | 0             | 1             | 0             | 1                 | 0                 | 0                 | 0                 | 4        | 0      | 1           | 0          |
| J. Biada       | 1             | 0             | 0             | 0             | -                 | -                 | -                 | -                 | 1        | 0      | 0           | 0          |